# 凱末爾·基里達歐魯
凱末爾·基里達歐魯（土耳其語：Kemal Kılıçdaroğlu，土耳其語發音：[ceˈmal kɯˌɫɯtʃ.daˈɾoːɫu] ⓘ；1948年12月17日—），是土耳其政治人物，前共和人民黨領袖，大西洋主义者，亦是自2010年至2023年土耳其最主要的反對黨領袖。他在2002年至2015年期間代表伊斯坦堡第2選區擔任國會議員，並於2015年6月至2023年代表伊茲密爾省第2選區續任國會議員。

## 生平
基里達歐魯來自 Alevi Cebeligiller 家族。他父親 Kamer Karabulut 在1950年將家族姓氏改為 Kılıçdaroğlu。基里達歐魯在1974年與 Selvi Kılıçdaroğlu 結婚組成家庭，並成為3個孩子的父親。

### 早年工作
基里達歐魯畢業於安卡拉經濟與商業科學院經濟與金融系，在從政以前任職政府公部門，1971年進入財政部擔任會計專家，1983年曾被派往法國一年接受專業培訓，其後返國擔任稅務單位主管。於1992年至1999年擔任社會保險機構（SSK）的總幹事，因表現優異，曾在1994年被土耳其 Ekonomik Trend 周刊評價為「年度公務員」。
他於 1999 年從社會保險機構退休後，轉往 Hacettepe 大學精算學系任教，並在規劃土耳其第八個五年發展計畫中，擔任非正規經濟（informal economiy）委員會主席。 

### 從政經過
基里達歐魯擔任公民稅收保護協會主席期間，受邀撰寫政壇的「腐敗報告」，其專業性的大幅揭弊，引起共和人民黨的注意，開始邀請基里達歐魯參加黨聚會，並代表共和人民黨參加土耳其銀行的董事會。他積極調查官場貪污和挪用公款，打擊政治腐敗，成為土耳其民主政治新標杆。
接著在2002年土耳其大選中，他以共和人民黨伊斯坦堡代表的身份成功進入議會任職。在當選為國會議員後，基里達歐魯發揮影響力，大力揭發執政黨高級官員的貪腐醜聞，並成為共和人民黨（CHP）在國會的黨團副主席，個人的聲名漸起。在2009年土耳其的地方選舉中，基里達歐魯受提名為CHP的伊斯坦堡市長候選人，但在選戰中輸給執政的正義與發展黨（AKP）的人選。 
2010年，共和人民黨因為黨的領導高層發生弊案，造成組織領導的危機。基里達歐魯在黨主席重新改選日的前5天，突然宣布參選CHP黨領袖， 並獲得各界熱烈的迴響。他在獲得77位省級主席（全數共有81位）的公開支持後聲勢大漲，之後在黨代表大會上獲得總數1,250名代表中的1,246人簽名支持。並在黨主席選舉中獲得1,189票一致性通過。
基里達歐魯當選主席被視為一個轉折信號，顯示CHP回到社會民主主義的政治立場。他的當選過程是該黨前所未有的團結，基里達歐魯因此被各界視為CHP的一股重生的活力。

### 領導反對陣營
在2010年9月12日舉行的憲法公投競爭中，執政黨握有國會多數優勢，基里達歐魯率領反對黨監督抵制該公投程序，並極力爭取國會反對票，以抵制司法機構走向政治化，為執政黨所控制。但公投最終結果，執政的正義與發展黨獲勝，公投提案以57.9%的贊成比例過半通過。
2012年，基里達歐魯當選為全球性的政黨組織「社會黨國際」（Socialist International）的副主席，在國際上有影響力。在他領導下的CHP於土耳其各次選戰中逐漸崛起，但卻遲遲無法在選戰中擊敗土耳其長年執政的正義與發展黨。基里達歐魯因此提出新策略，整合反對黨的力量，建立選舉和政治聯盟，成立「國家聯盟」（Nation Alliance）。
2016年1月，土耳其20多名和平學者請願反對政府武力鎮壓境內庫德族人，因而遭到逮捕。基里達歐魯公開譴責政府拘捕學者，違反言論自由的憲政精神，但其公開話語中暗示：「政府受到獨裁者的指示」，因此自身遭到司法起訴。
2017年6月，共和人民黨的一位國會議員因涉嫌洩露機密給媒體，而被判處25年徒刑，基里達歐魯籌劃和平步行活動「正義遊行」以為抗議。儘管遊行期間受到執政黨及其聯盟民眾的打壓，人們和平理性從安卡拉走到伊斯坦堡 ，持續進行25天，途中並舉行大型集會。 在遊行過程中，基里達歐魯積極主導和平抗議，因此在活動中獲得社會極高的評價。而且他沉著冷靜的舉止以及外貌與聖雄甘地相似，因此被媒體暱稱為甘地·凱末爾（Gandi Kemal）。
2019年，基里達歐魯繼續採取政黨合作策略，從長年執政的伊斯蘭政黨（AKP）手中取得伊斯坦堡和安卡拉的市長職位，反對黨多年爭取執政的努力，逐漸露出曙光。

### 參選2023總統大選
在政治對抗中，基里達歐魯採行大帳篷政策；2022年2月12日，號召6名反對黨領袖在安卡拉會面，成立選舉聯盟，深化反對陣營的合作。在2022年9月5日基里達歐魯公開表達參選總統的意願。  他的參選表態，立即受到伊斯坦堡市長和安卡拉市長的公開支持。 
2023年3月6日，基里達歐魯正式宣布參選2023年土耳其大選總統一職，4月28日，多個反對陣營的政黨宣布聯合支持基里達歐魯，包含土耳其工人黨（TİP）、綠色左翼黨（YSP）、人民民主黨（HDP）和被壓迫者社會黨（ESP）。歐洲社會黨也表達其在國際上的支持。 
基里達歐魯成為土耳其總統大選的共和人民黨和「國家聯盟」的總統候選人，帶領反對黨勢力與長年執政的伊斯蘭政黨對抗，其後在該次選舉中未能勝選。
在选举失败后，其于2023年11月5日卸任共和人民党领导人，由厄兹居尔·厄泽尔接任。在卸任共和人民党领导人职务后，其在共和国报上撰文，赞扬中华人民共和国“通过合理规划有效利用资源”、“用其大学培养知识”、“通过将有才年轻人送往世界顶尖大学确保了人才建设”、“正迅速成为技术巨头”、“在能源有限的前提下仍能成为发展机器”，已经从“一个正在崛起的大国”成为了“一个与世界竞争的大国”，同时“不干涉别国内政，甚至尊重别国政府”；他将土耳其的情况与中华人民共和国、韩国、越南的例子相比较（相关国家均实施东亚模式），认为埃尔多安应该对土耳其的经济发展不如这些国家负责，土耳其应该学习这些国家的发展经验。

## 政治立場

### 外交政策
將建立以伊朗、伊拉克、敘利亞和土耳其為成員的「中東和平與合作組織」 (Organization of Peace and Cooperation in the Middle East) 。
認同當前土耳其對亞塞拜然的支持立場，並表示該國當前的立場完全符合國際法。
批評土耳其當前政府干涉敘利亞內政，支持驅逐敘利亞內戰難民，並主張協助他們回到其出生地區生活，以此減緩土耳其公民的經濟負擔。 
贊同目前土耳其政府對俄烏戰爭的立場和黑海穀物倡議的平衡處理，承諾當選後會繼續建設由俄羅斯承包商建造地中海沿岸的阿庫尤核電站(Akkuyu)。

### 難民政策
基里達歐魯於2023年大選的選前活動表示，承諾一旦當選總統會把所有「1000萬名難民」送回家，加強對移民問題的語氣。根據官方數據，土耳其收容了世界上最大的難民人口，約有400萬。

### 內政主張
基里達歐魯是阿列維派穆斯林，在土耳其屬於少數信仰，因此他受到一些政治上的反對。但他不受阻擾，以拍攝視頻方式，鼓勵土耳其大眾更加理解穆斯林阿列維教派。
主張廢除土耳其刑法第299條「侮辱總統罪」。（已有超過10萬人民因此法條受到調查）
土耳其教育受到政治影響而無法正常運作，當選後會將教育部轉變為獨立機構。

### 產業政策
當選後將繼續支持土耳其國防工業無人機發展。
當選後將把伊斯坦堡阿塔圖克機場建設成為航空中心，並發展土耳其的太空產業。

### 行政措施
當選後會將總統府搬回2014年以前的原址，總統官邸也將自付燃氣及電費。

## 個人作品
基里達歐魯出版有4本書：
1. İşsizlik Sigortası Kanunu-Yorum ve Açıklamalar , (1993) (失業保險法--解釋和說明)
2. 1948 Türkiye İktisat Kongresi , (1997) (1948年土耳其經濟大會)
3. Kayıtdışı Ekonomi ve Bürokraside Yeniden Yapılanma Gereği , (1997) (地下經濟和官僚機構重組的必要)
4. Özgür ve Adil Bir Türkiye İçin Yürüyüş , (2020) (為自由公正而走的土耳其遊行)

## 外部連結
- 官方網頁（页面存档备份，存于） （土耳其文）
- 官方Facebook專頁（页面存档备份，存于）
- 官方Twitter賬號（页面存档备份，存于）
- （页面存档备份，存于） （土耳其文）

| 政党职务                 | 政党职务                     | 政党职务 |
| ------------------------ | ---------------------------- | -------- |
| 前任者： 德尼茲·巴伊卡爾 | 共和人民黨領導人 2010年–目前 | 現任     |
| 官衔                     |                              |          |
| 前任者： 德尼茲·巴伊卡爾 | 反對黨領袖 2010年–目前       | 現任     |